# Reacher
Reacher est une série télévisée américaine créée par Nick Santora. Il s'agit d'une adaptation de la série de romans de Lee Child mettant en scène le personnage de Jack Reacher, et diffusée depuis le 4 février 2022 sur le service Prime Video.
La première saison s'inspire principalement du tout premier roman de la série, Du fond de l'abîme (Killing Floor) publié en 1997. La seconde est basée sur La Faute à pas de chance (Bad Luck and Trouble, 2007). La troisième saison est adaptée de Ne pardonne jamais (Persuader, 2003).
Cette série s'inscrit dans une volonté de l'auteur des romans, Lee Child, de s'approcher davantage de l’œuvre originale. L'acteur Alan Ritchson est ainsi plus proche de la vision du personnage présentée dans le roman, par opposition à l'interprétation faite par Tom Cruise dans les deux longs métrages Jack Reacher (2012) et Jack Reacher: Never Go Back (2016).
Une série dérivée intitulée Neagley est également en développement.

## Synopsis
Ancien membre de la police militaire, Jack Reacher a quitté l'armée américaine. Il voyage désormais dans tout le pays, principalement en bus, en vivant de sa pension et en allant où ses envies le poussent.
Saison 1
Alors qu'il se trouve dans la petite ville de Margrave, en Géorgie, il est arrêté pour un crime qu'il n'a pas commis. Il découvre alors que la victime est son frère aîné, qui enquêtait sur une affaire de trafic de fausse monnaie.
Saison 2
Jack Reacher enquête sur la mort de Calvin Franz, l'un des membres d'une unité spéciale qu'il dirigeait jadis dans les forces spéciales au sein de l'armée. Il retrouve une partie de son ancienne équipe de la 110e, alors que certains demeurent introuvables. Reacher va remuer ciel et terre pour découvrir qui est derrière tout ça.
Saison 3
En sauvant un jeune homme nommé Richard dans la petite Abbottsville dans le Maine, Reacher tue accidentellement un policier. En ramenant le jeune homme chez lui, l'ancien militaire va plonger au cœur sombre d'une vaste entreprise criminelle et d'informateurs de la DEA. Il va par ailleurs affronter Quinn, un ennemi ressurgi de son passé.

## Distribution

### Acteurs principaux
- Alan Ritchson (VF : Eilias Changuel ; VQ : Christian Perrault) : Jack Reacher
- Maria Sten (VF : Alice Taurand ; VQ : Alice Pascual) : Frances Neagley

#### Saison 1
- Malcolm Goodwin (VF : Jean-Baptiste Anoumon ; VQ : Patrick-Emmanuel Abellard) : Oscar Finlay (invité saison 2)
- Willa Fitzgerald (VF : Maïa Michaud ; VQ : Sofia Blondin) : Roscoe Conklin
- Chris Webster (VF : Sylvain Agaësse ; VQ : Alexandre Bacon) : K. J. Kliner
- Bruce McGill (VF : Patrick Raynal ; VQ : Benoît Rousseau) : le maire Grover Teale

#### Saison 2
- Serinda Swan (VF : Barbara Beretta ; VQ : Laurence Dauphinais) : Karla Dixon
- Shaun Sipos (VF : Brice Ournac ; VQ : Dany Boudreault) : David O'Donnell
- Ferdinand Kingsley (VF : Antoine Schoumsky) : A.M.
- Robert Patrick (VF : Philippe Vincent ; VQ : Marc Bellier) : Shane Langston

#### Saison 3
- Sonya Cassidy (VF : Flora Brunier ; VQ : Mélanie Laberge) : Susan Duffy
- Anthony Michael Hall (VF : Jean-François Aupied ; VQ : Louis-Philippe Dandenault) : Zachary Beck
- Brian Tee (VF : Stéphane Fourreau ; VQ : Jean-François Beaupré) : Francis Xavier Quinn
- Roberto Montesinos : Guillermo Villanueva
- Johnny Berchtold (en) (VF : Jean-Baptiste Maunier ; VQ : Gabriel Favreau) : Richard Beck
- Olivier Richters (en) : Paulie

### Acteurs récurrents

#### Saison 1
- Willie C. Carpenter (en) (VF : Jean-Paul Pitolin ; VQ : Widemir Normil) : Mosley
- Harvey Guillén (VF : Rémi Caillebot) : Jasper
- Christopher Russell (VF : Arthur Khong) : Joe Reacher
- Gavin White (VF : Arthur Raynal) : Joe Reacher (enfant)
- Leslie Fray (VF : Christèle Billault) : Josephine Reacher
- Matthew Marsden (VF : Julien Chatelet) : Stan Reacher
- Maxwell Jenkins (VF : Matisse Jacquemin-Bonfils) : Jack Reacher (enfant)
- Hugh Thompson (en) (VF : Gérard Darier) : l'officier Baker
- Jonathan Koensgen (VF : Jérôme Frossard) : l'officier Stevenson
- AJ Simmons (VF : Sébastien Baulain) : Dawson
- Marc Bendavid (VF : Olivier Chauvel) : Paul Hubble
- Patrick Garrow (VF : Igor Chometowski) : Spivey
- Kristin Kreuk (VF : Candice Lartigue) : Charlene « Charlie » Hubble
- Currie Graham (VF : Michel Dodane) : Kliner Sr.
- Martin Roach (en) (VF : Namakan Koné ; VQ : Fayolle Jean Jr.) : l'agent spécial Picard

#### Saison 2
- Domenick Lombardozzi (VF : Raphaël Cohen ; VQ : Louis-Philippe Dandenault) : Gaitano « Guy » Russo
- Luke Bilyk (VF : Adrien Larmande) : Calvin Franz
- Andres Collantes : Jorge Sanchez
- Edsson Morales (VF : Sébastien Baulain) : Manuel Orozco
- Shannon Kook-Chun (VF : Martin Faliu ; VQ : Gabriel Lessard) : Tony Swan
- Dean McKenzie :  Stanley Lowrey
- Christina Cox : Marlo Burns

#### Saison 3
- Daniel David Stewart : Steven Eliot
- Caitlin McNerney : Annette
- Helen Taylor : Agnes

### Invités
- Lara Jean Chorostecki (VF : Sara Viot) : Molly Beth Gordon (saison 1)
- Lochlyn Munro : David Wright (saison 2)
- Al Sapienza : Drew Marsh (saison 2)

Version française
- Société de doublage : Deluxe Media Paris[2],[3]
- Direction artistique : Barbara Tissier (saisons 1 et 2)[2],[3] puis Mathias Kozlowski (saison 3)
- Adaptation des dialogues : Maïa Michaud et Stéphanie Ponchon[2],[3].

 Source et légende : version française (VF) sur RS Doublage et Doublage Séries Database.

## Production

### Développement
En juillet 2019, il est annoncé que la série de romans Jack Reacher de Lee Child va être adapté en série télévisée par Amazon. Nick Santora, qui a créé Scorpion, est annoncé comme scénariste, showrunner et producteur, avec Paramount Television et Skydance Media. En janvier 2020, le projet est officiellement validé, avec la participation à la production de Don Granger, Scott Sullivan, David Ellison, Dana Goldberg, Marcy Ross, Lee Child et Christopher McQuarrie. Ce dernier avait écrit et réalisé le film Jack Reacher (2012) avec Tom Cruise dans le rôle-titre. Il est précisé que la première saison sera basée sur le premier roman de la série, Du fond de l'abîme (Killing Floor) publié en 1997. En juillet 2021, la réalisatrice britannique M. J. Bassett rejoint la série.
En février 2022, la série est renouvelée pour une deuxième saison. Celle-ci est diffusée du 15 décembre 2023 au 19 janvier 2024.
En décembre 2023, la série est renouvelée pour une troisième saison.
En octobre 2024, la série est renouvelée pour une quatrième saison, avant même la diffusion de la troisième. Une série dérivée sur l'agent Frances Neagley, interprétée par Maria Sten, est également annoncée[réf. nécessaire].

### Attribution des rôles
En septembre 2020, Alan Ritchson est choisi pour incarner Jack Reacher. Ce choix est justifié par l'auteur des romans originaux Lee Child (également producteur de la série) qui voulait un acteur bien différent de Tom Cruise, dont le physique ne correspondait selon lui pas au personnage tel qu'il est présenté dans ses romans :

« La taille de Reacher est vraiment, vraiment importante et c'est une grande partie de qui il est. L'idée est que lorsque Reacher entre dans une pièce, vous êtes tous un peu nerveux juste la première minute. Et Cruise, malgré tout son talent, n'avait pas ce physique. »

En mars 2021, Malcolm Goodwin, Willa Fitzgerald et Chris Webster sont annoncés dans des rôles réguliers. En mai 2021, Bruce McGill, Maria Sten et Hugh Thompson rejoignent la distribution. En juin 2021, Kristin Kreuk, Marc Bendavid, Willie C. Carpenter, Currie Graham, Harvey Guillén ou encore Maxwell Jenkins sont confirmés.

### Tournage
Une petite ville temporaire a été construite à North Pickering, en Ontario, pour permettre le tournage de la série. Toute la ville fictive de Margrave a été entièrement construite dans des champs agricoles loués en Ontario. Les autres lieux de tournage de la série sont Toronto, Port Perry et Pickering. Le tournage principal de la première saison s'est déroulé à Toronto, du 15 avril au 30 juillet 2021. Lors du tournage, Alan Ritchson s'est cassé un os de l'épaule, ce qui a nécessité une opération. Il s'est également déchiré un muscle pendant une scène de combat.

### Fiche technique
Sauf indication contraire, les informations mentionnées dans cette section peuvent être confirmées par la base de données cinématographiques IMDb,  présente dans la section « Liens externes ».
- Titre original et français : Reacher
- Création : Nick Santora d'après les romans de Lee Child
- Réalisation : Thomas Vincent, Stephen Surjik, Norberto Barba, M. J. Bassett, Sam Hill (en), Omar Madha (en), Christine Moore (en), Lin Oeding (en)
- Scénario : Nick Santora, Scott Sullivan, Aadrita Mukerji, Cait Duffy, Scott Sullivan
- Direction artistique : Mun Ying Kwun, Nathan Blackie
- Décors : Patricio M. Farrell, Nazgol Goshtasbpour, Mun Ying Kwun
- Costumes : Abram Waterhouse
- Photographie : Michael McMurray, Ronald Plante
- Montage : J.J. Geiger, Anthony Miller, Eric Seaburn, Christopher Donaldson, Sang Han
- Musique : Tony Morales
- Casting : Stephanie Gorin, Mindy Marin
- Production : Agatha Warren, Aadrita Mukerji

Production déléguée : Scott Sullivan, Bill Bost, Nick Santora, Lee Child, David Ellison, Dana Goldberg, Don Granger, Christopher McQuarrie, Marcy Ross, Thomas Vincent, Paula Wagner
Coproduction : Sean Ryerson, Sam Hill
- Sociétés de production : Amazon Studios, Blackjack Films, Paramount Television Studios, Skydance Television
- Sociétés de distribution (télévision) : Prime Video
- Pays de production :  États-Unis
- Langue originale : anglais
- Format : couleur - 1,78:1 - son Dolby Digital
- Genre : action, thriller
- Durée : 42–54 minutes
- Lieux de tournage :
  - Canada
- Public : 16+ (Adulte)
- Date de première diffusion :
  - Monde : 4 février 2022 (Prime Video)

## Épisodes
| Saison | Nombre d'épisodes | Diffusion        | Diffusion       | Diffusion |
| Saison | Nombre d'épisodes | Début de saison  | Fin de saison   |           |
| ------ | ----------------- | ---------------- | --------------- | --------- |
| 1      | 8                 | 4 février 2022   | 4 février 2022  |           |
| 2      | 8                 | 15 décembre 2023 | 19 janvier 2024 |           |
| 3      | 8                 | 20 février 2025  | 27 mars 2025    |           |

### Première saison (2022)
La première saison, composée de 8 épisodes, est adaptée du roman Du fond de l'abîme (Killing Floor) publié en 1997.
1. Bienvenue à Margrave (Welcome to Margrave)
2. Première danse (First Dance)
3. Cuillère en argent (Spoonful)
4. Dommage collatéral (In a Tree)
5. Aucune excuse (No Apologies)
6. Le papier c'est la clé (Papier)
7. Ne rien dire (Reacher Said Nothing)
8. La part de tarte (Pie)

### Deuxième saison (2023)
La deuxième saison, composée de 8 épisodes, est adaptée du roman La Faute à pas de chance (en) (Bad Luck and Trouble) publié en 2007.
1. Guichet (ATM)
2. Ce qui se passe à Atlantic City (What Happens in Atlantic City)
3. Une image vaut mille mots (Picture Says a Thousand Words)
4. Une nuit symphonique (A Night at the Symphony)
5. Funérailles (Burial)
6. Le meilleur de New York (New York's Finest)
7. On y va (The Man Goes Through)
8. Dans les airs (Fly Boy)

### Troisième saison (2025)
Note : Pour les informations de renouvellement voir la section Production.
La troisième saison est adaptée du roman Ne pardonne jamais (en) (Persuader) publié en 2003.
1. Persuasif (Persuader)
2. Camionnage (Truckin)
3. Numéro 2 avec une balle (Number 2 with a Bullet)
4. Dominique (Dominique)
5. Remettre à sa place (Smackdown)
6. De la fumée sur l'eau (Smoke on the Water)
7. Histoire à L.A. (L.A. Story)
8. Affaires inachevées (Unfinished Business)

## Accueil critique
Diffusée en 2022, la première saison de la série a été élue comme étant le titre le plus visionné de l'année, ayant accumulée au total plus d'un milliard de minutes de visionnage,.